# Riada de San Calixto
La gran riada del Segura de 1651, también conocida como la riada de San Calixto, fue un devastador desastre natural que afectó el valle bajo del río Segura, la madrugada del 14 de octubre de ese mismo año. Este evento se produjo debido a una depresión aislada en niveles alto (DANA), el cual provocó intensas precipitaciones en la región, estimadas en más de mil litros por metro cuadrado en pocas horas. Las aguas desbordadas del Segura inundaron gran parte del valle, lo que causó graves daños en localidades como Murcia, Orihuela, Molíns, Algorfa, Almoradí, Benijófar, Rojales y Guardamar del Segura. El impacto de la riada fue devastador. Se calcula que murieron al menos mil personas, principalmente en áreas situadas junto al cauce del río, debido al derrumbe de viviendas y al arrastre de personas por la fuerte corriente.

## Riada
La noche del sábado 14 de octubre, una intensa tormenta sorprendió a la población de la ciudad mientras dormía. A diferencia de ocasiones anteriores, no hubo tiempo para una alerta general o para la activación de una organización de emergencia parroquial, y las defensas, ya debilitadas por una riada previa el 20 de septiembre, se encontraban en estado crítico. La fuerza de esta avenida superó con creces la anterior, rompiendo los diques y estructuras defensivas que aún quedaban. La tormenta comenzó a descargar con fuerza a las tres de la madrugada. Poco después, las aguas de los ríos Segura, Mula, Guadalentín y las ramblas de Nogalte y Sangonera convergieron, lo que aumentó el caudal del río Segura y provocó una violenta crecida que arrasó todo a su paso. La corriente rompió diques y el azud del río, además de causar graves daños al Malecón. Edificaciones situadas en las inmediaciones del río fueron inundadas, forzando la evacuación de varios conventos, como el de San Agustín y el de las religiosas de la Verónica y la Madre de Dios.
Los daños materiales fueron inmensos. En Murcia, la riada destruyó las parroquias de San Antolín, Santa Eulalia, San Juan, San Lorenzo, San Miguel y San Andrés, y demolió cientos de casas. La catedral también sufrió el embate de las aguas, que entraron durante la celebración de una misa, lo que obligó al oficiante a refugiarse en la torre con el Santísimo Sacramento. Aunque se informó de cerca de mil fallecidos, principalmente en los barrios y alquerías cercanos al cauce del río, otras estimaciones sugieren que las muertes fueron de varios cientos. Las aguas alcanzaron alturas de hasta tres estadios, manteniéndose a ese nivel durante horas. A las nueve de la mañana, tras un breve alivio en las lluvias, el nivel del río continuó aumentando hasta las tres de la tarde, es decir, doce horas después de que comenzara la tormenta.

## Consecuencias
Una vez concluida la riada, el Ayuntamiento de Murcia se enfocó en dos prioridades urgentes: reparar las defensas de la ciudad para evitar una futura catástrofe y limpiar el agua y el barro acumulados en las calles. La permanencia de aguas estancadas generaba preocupación por posibles brotes de enfermedades. Durante los primeros tres días tras la riada, el nivel del agua se mantuvo alto, y aunque posteriormente comenzó a descender, las calles de la ciudad continuaban inundadas debido a un cambio en el curso del río Segura, que ahora atravesaba la ciudad a través del azud roto. Para desviar el flujo de agua, se envió una comisión que decidió romper la contrapasada el 28 de octubre, lo que ayudó a drenar la ciudad.
La reparación del Malecón, una de las defensas clave, fue fundamental. Para asegurar su pronta reconstrucción, el Ayuntamiento obligó a todos los ciudadanos a participar en el trabajo o a contratar a alguien que lo hiciera en su nombre, con los jurados organizando los grupos de trabajo. Esta orden provocó malestar entre los hidalgos, quienes se resistían a realizar trabajo físico, alegando que sus privilegios los excluían de tales obligaciones. Sin embargo, el Ayuntamiento respondió que, ante la emergencia, nadie estaba exento, ya que no existían «privilegios para librarse de los riesgos y daños de la inundación». Incluso el conde de Castro y otros regidores contrataron a personas en su lugar para apoyar la obra.
Para tranquilizar a la nobleza, el Ayuntamiento aclaró que participar en la reconstrucción del dique no perjudicaba sus privilegios, pues se trataba de una «virtud» al servicio del bien público y la protección de la ciudad. Este acto refleja una perspectiva más moderna de la época: aunque el sistema de privilegios era aceptado y defendido, ante una necesidad extrema, el bienestar común podía prevalecer, aunque sin afectar la esencia de esos privilegios.
Entre los testimonios de la época destaca el de María Ángela Astorch, una monja barcelonesa de origen judeoconverso y abadesa de las Capuchinas de Murcia, quien describió detalladamente los efectos de la riada en un memorial dirigido al rey Felipe IV. En su escrito, Astorch denunció el estado de ruina y miseria en el que había quedado la región. La riada ocurrió en un momento crítico, ya que el valle del Segura se estaba recuperando de una crisis económica profunda, agravada por la expulsión de los moriscos en 1609. Sin embargo, a pesar de la magnitud de la tragedia, la Corona Española no destinó ayudas para la recuperación del territorio.